# Primarias del Partido Demócrata de 2008 en Alabama
Las primarias presidenciales demócratas de Alabama de 2008 se llevaron a cabo el Supermartes, el 5 de febrero de 2008 y tuvieron un total de 52 delegados en juego. El ganador en cada uno de los siete distritos congresionales de Alabama recibió todos los delegados de dichos distritos, un total de 34. Otros 18 delegados fueron otorgados al ganador estatal, Barack Obama. Los 52 delegados representaron a Alabama en la Convención Nacional Demócrata en Denver, Colorado. Otros ocho delegados fueron elegidos el 1 de marzo de 2008, durante una reunión del Comité Ejecutivo del Partido Demócrata de Alabama. Esos ocho delegados asistieron a la Convención Nacional oficialmente como no comprometidos.

## Resultados
| Resultados de la primaria presidencial demócrata de Alabama – 2008 | Resultados de la primaria presidencial demócrata de Alabama – 2008 | Resultados de la primaria presidencial demócrata de Alabama – 2008 | Resultados de la primaria presidencial demócrata de Alabama – 2008 | Resultados de la primaria presidencial demócrata de Alabama – 2008 | Resultados de la primaria presidencial demócrata de Alabama – 2008 | Resultados de la primaria presidencial demócrata de Alabama – 2008 |
| Partido                                                            | Partido                                                            | Candidato/a                                                        | Votos                                                              | Porcentaje                                                         | Delegados                                                          |                                                                    |
| ------------------------------------------------------------------ | ------------------------------------------------------------------ | ------------------------------------------------------------------ | ------------------------------------------------------------------ | ------------------------------------------------------------------ | ------------------------------------------------------------------ | ------------------------------------------------------------------ |
|                                                                    | Demócrata                                                          | Barack Obama                                                       | 300,321                                                            | 55.96%                                                             | 27                                                                 |                                                                    |
|                                                                    | Demócrata                                                          | Hillary Clinton                                                    | 223,096                                                            | 41.57%                                                             | 25                                                                 |                                                                    |
|                                                                    | Demócrata                                                          | John Edwards                                                       | 7,841                                                              | 1.46%                                                              | 0                                                                  |                                                                    |
|                                                                    | Demócrata                                                          | Joe Biden                                                          | 1,174                                                              | 0.22%                                                              | 0                                                                  |                                                                    |
|                                                                    | Demócrata                                                          | Bill Richardson                                                    | 1,017                                                              | 0.19%                                                              | 0                                                                  |                                                                    |
|                                                                    | Demócrata                                                          | Christopher Dodd                                                   | 523                                                                | 0.10%                                                              | 0                                                                  |                                                                    |
|                                                                    | Demócrata                                                          | No comprometidos                                                   | 2,663                                                              | 0.50%                                                              | 0                                                                  |                                                                    |
| Totales                                                            | Totales                                                            | Totales                                                            | 536,635                                                            | 100.00%                                                            | 52                                                                 |                                                                    |
| Participación                                                      | Participación                                                      | Participación                                                      | %                                                                  | %                                                                  | —                                                                  |                                                                    |

## Análisis
Con su población predominantemente afroamericana, Barack Obama derrotó sólidamente a Hillary Clinton en Alabama. Según las encuestas a boca de urna, el 51% de los votantes en las primarias demócratas de Alabama eran afroamericanos y optaron por Obama por un margen de 84%-15% en comparación con el 44% de los votantes blancos que respaldaron a Clinton por un margen de 72%-25%. Obama ganó todos los grupos de edad y niveles de logros educativos en Alabama, excepto los adultos mayores de 65 años o más y los que no completaron la escuela secundaria. Obama ganó votantes que se identificaron como demócratas, pero Clinton ganó a los que se identificaron como republicanos; ambos candidatos se dividieron entre independientes. Clinton ganó a los protestantes, pero Obama ganó a los que se identificaron como Otros Cristianos (excluyendo a los católicos) y agnósticos/ateos.
Obama lo hizo mejor en los condados de Black Belt en Alabama, que son mayoritariamente afroamericanos. También se desempeñó extremadamente bien en las áreas urbanas de Birmingham, Montgomery, Mobile y Huntsville. Clinton se desempeñó mejor en el norte de Alabama y lo hizo mejor en los condados que eran mayoritariamente blancos.